# Eduard Rüber

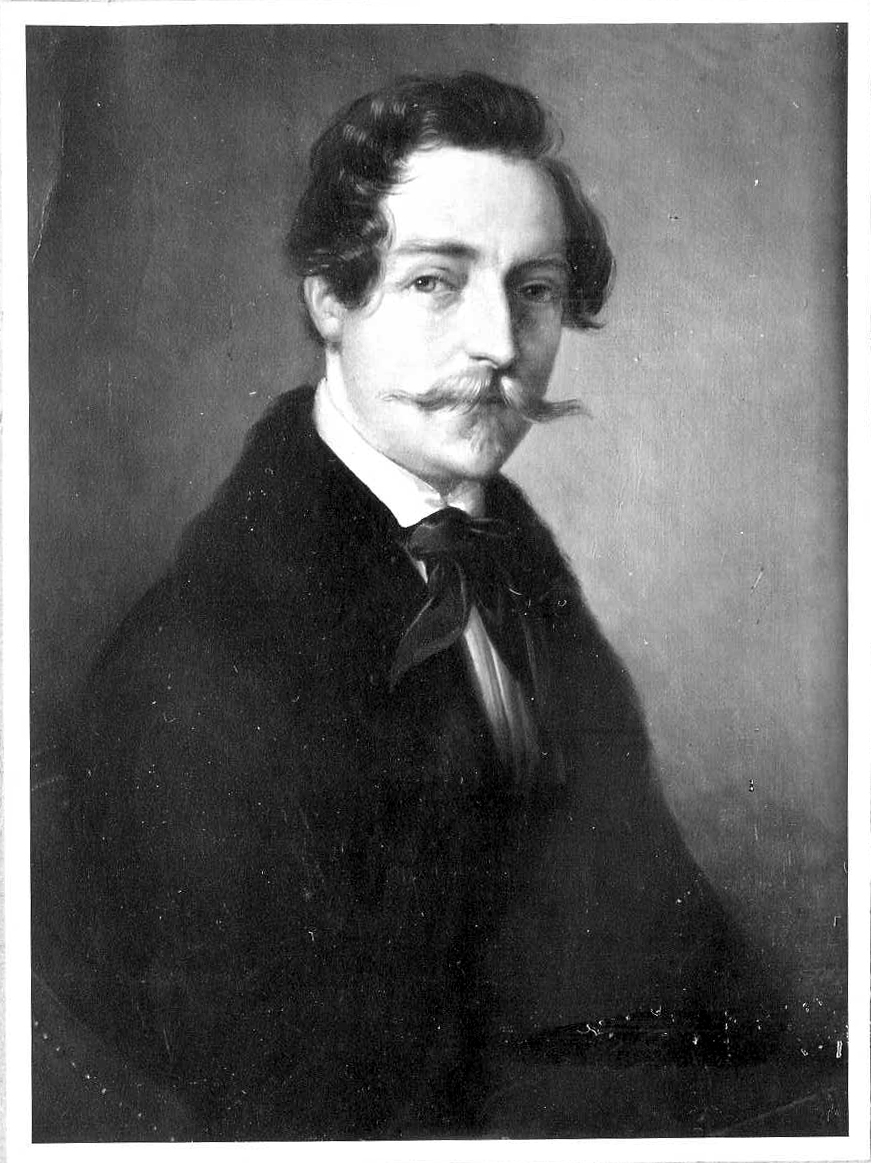
Fotografie des Hochzeitsportraits von Liberat Hundertpfund von 1833

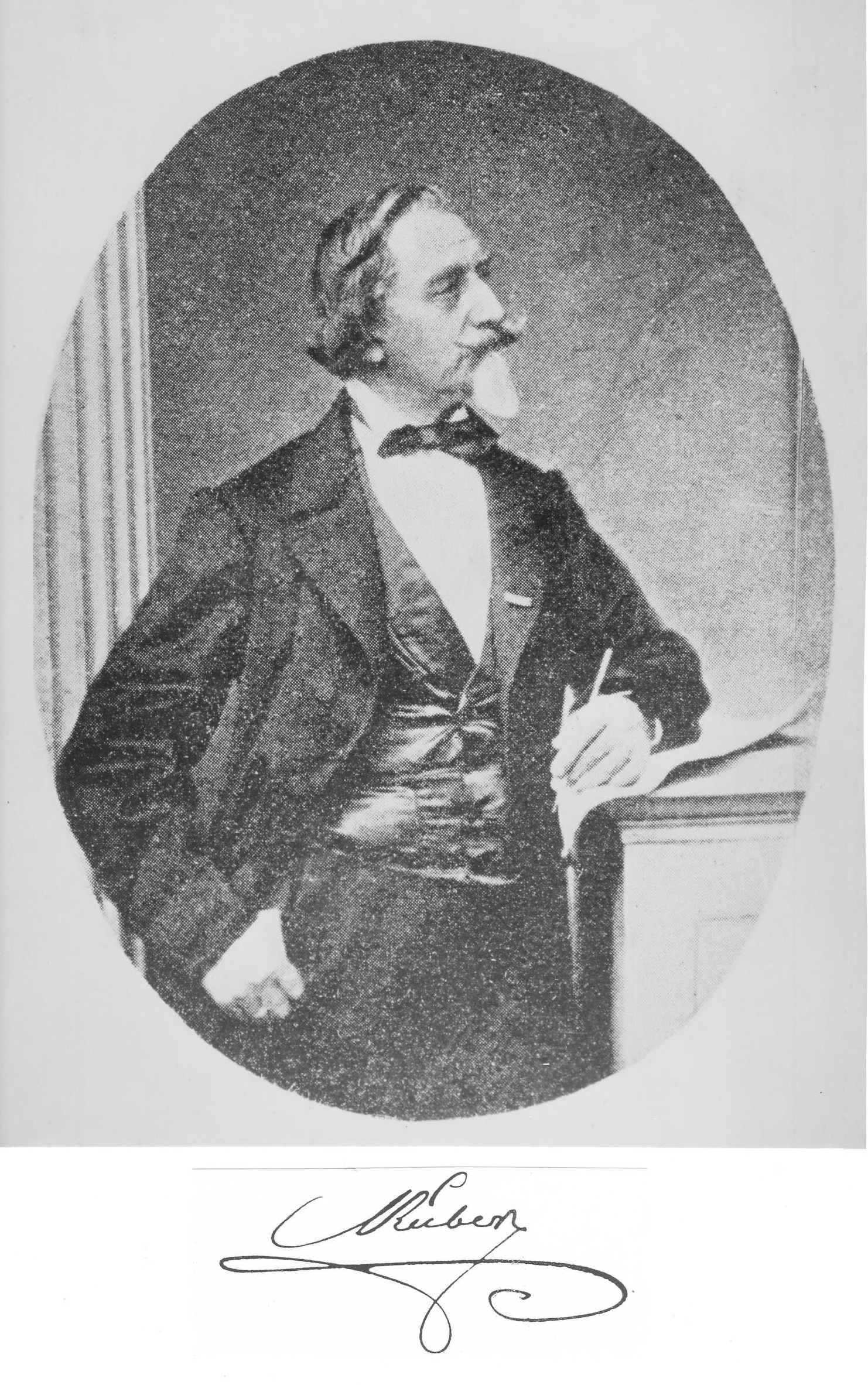
Eduard Rüber Fotografie von Franz Hanfstaengl

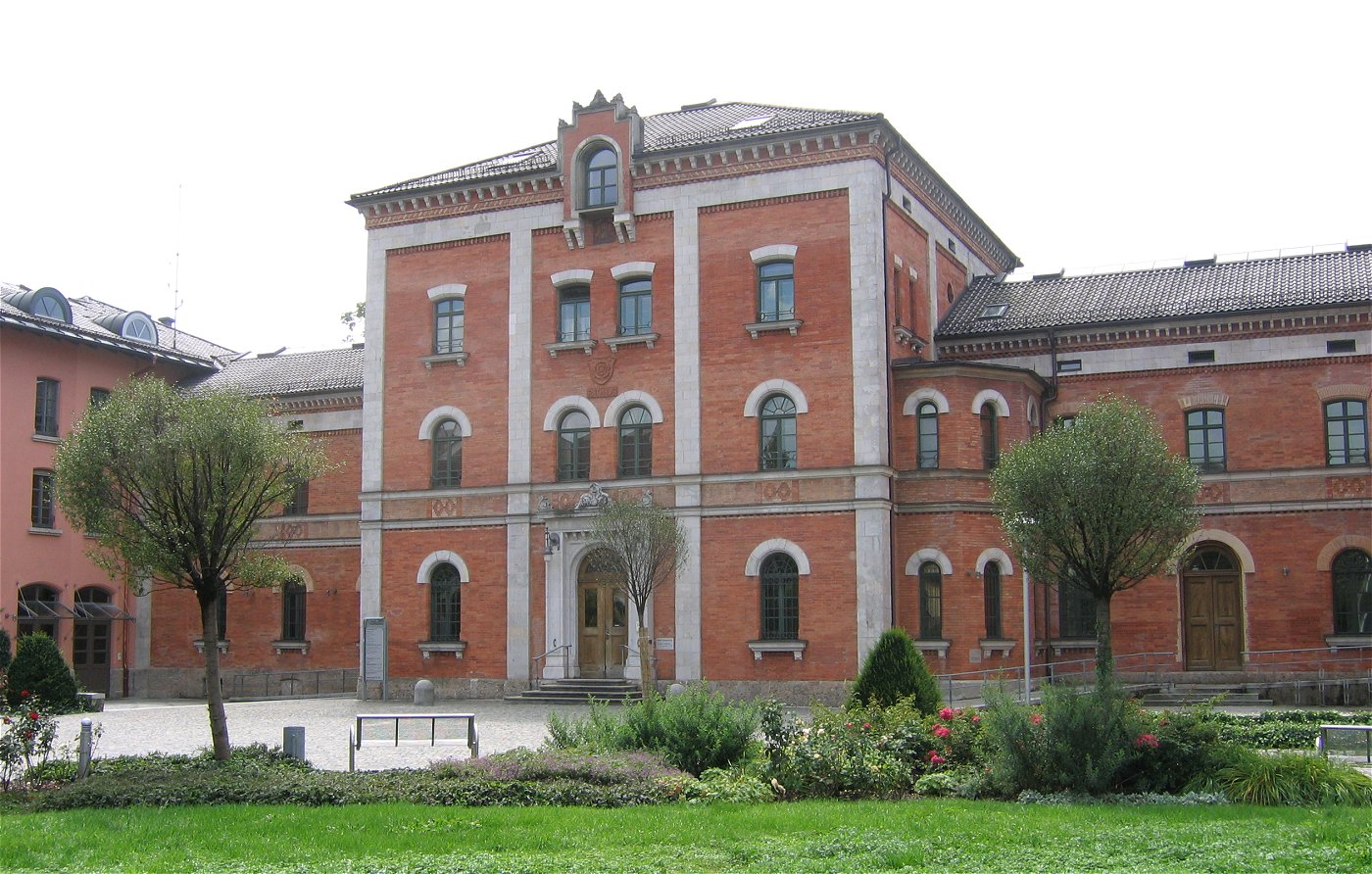
Der frühere Bahnhof von Rosenheim

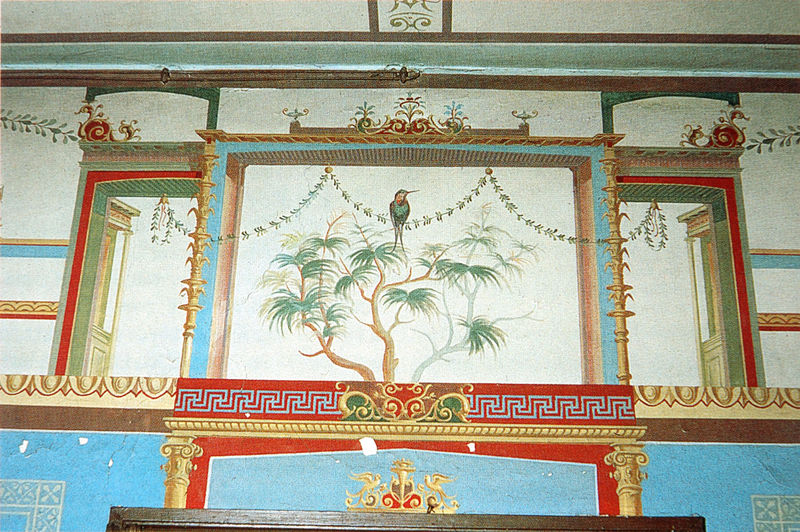
Innendekoration im pompejanischen Stil in der Villa Leuchtenberg in Lindau

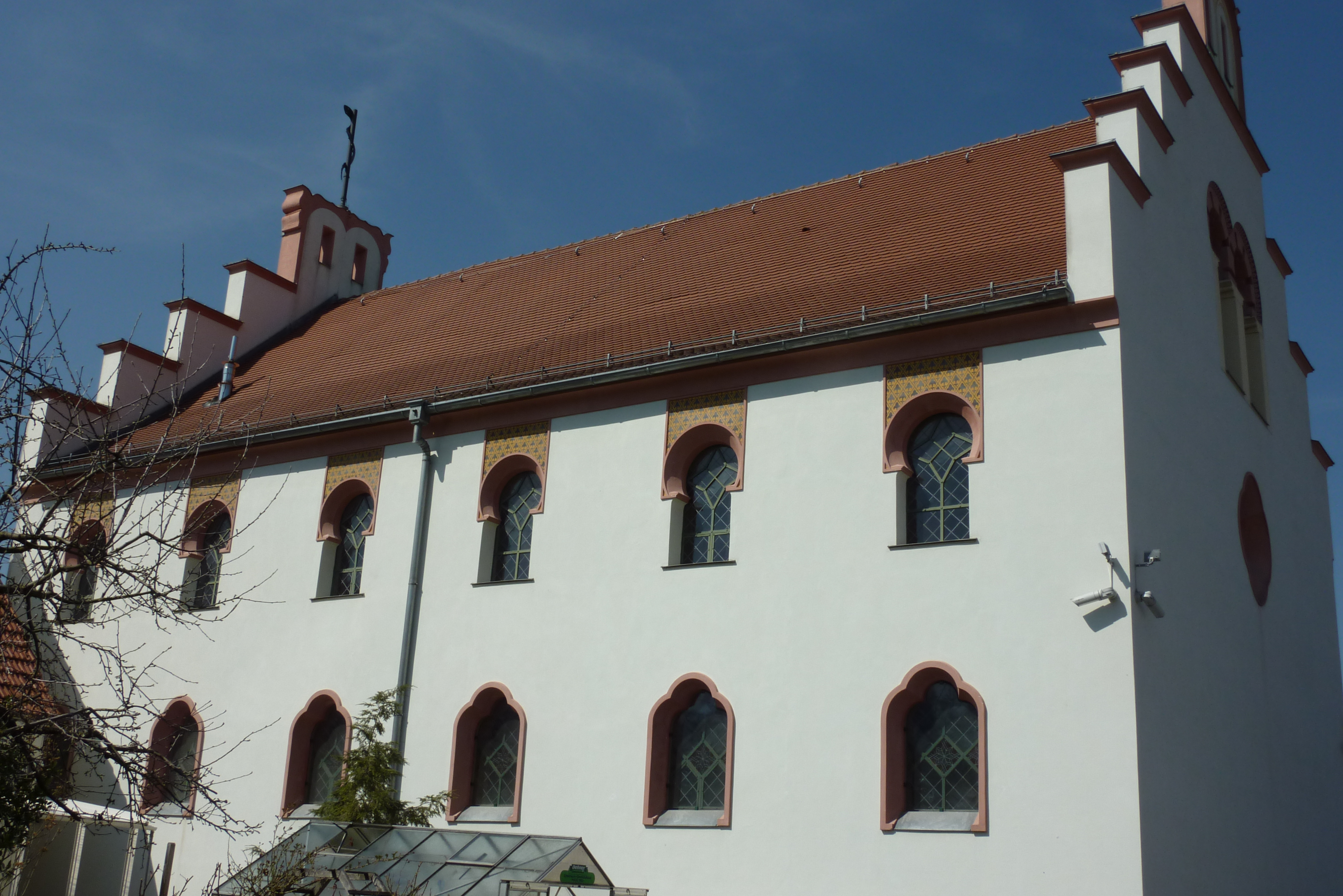
Synagoge in Binswangen

Eduard Rüber (* 17. Mai 1804 in Deisenhausen; † 10. November 1874 in München; vollständiger Name: Joseph Maria Eduard Pascal Rüber) war ein deutscher Architekt und bayerischer Baubeamter, der als Erbauer zahlreicher Bahnhofsgebäude in Bayern gilt.

## Leben
Rüber wuchs ab 1807 in Augsburg auf und besuchte dort das Gymnasium. Nach dem Abitur immatrikulierte er sich am 23. November 1823 an der Münchner Kunstakademie und studierte dort Baukunst bei Friedrich von Gärtner. Ab 1830 war er Baugehilfe im Kreisbaubüro Augsburg, später Zivilbauinspektor und 1842 kurzzeitig stellvertretender Kreisbaurat bei der Regierung von Schwaben und Neuburg, bevor er im gleichen Jahr als Architekt der Königlichen Eisenbahnbau-Kommission nach Nürnberg berufen wurde. 1848 wechselte er in gleicher Funktion nach München. Er stand zuletzt im Rang eines Regierungs- und Baurats.

## Familie
Er war mit Karoline Nick verheiratet. Das Paar hatte mehrere Kinder, darunter:
- Malwine Maria (* 24. Mai 1842) ⚭ Emil von Riedel (* 6. April 1832; † 13. August 1906), Jurist und Politiker
- Aurelie
- Grundram
- Ottmar († 6. Juli 1909), Hofkapellmeister
- Theobald

## Werk

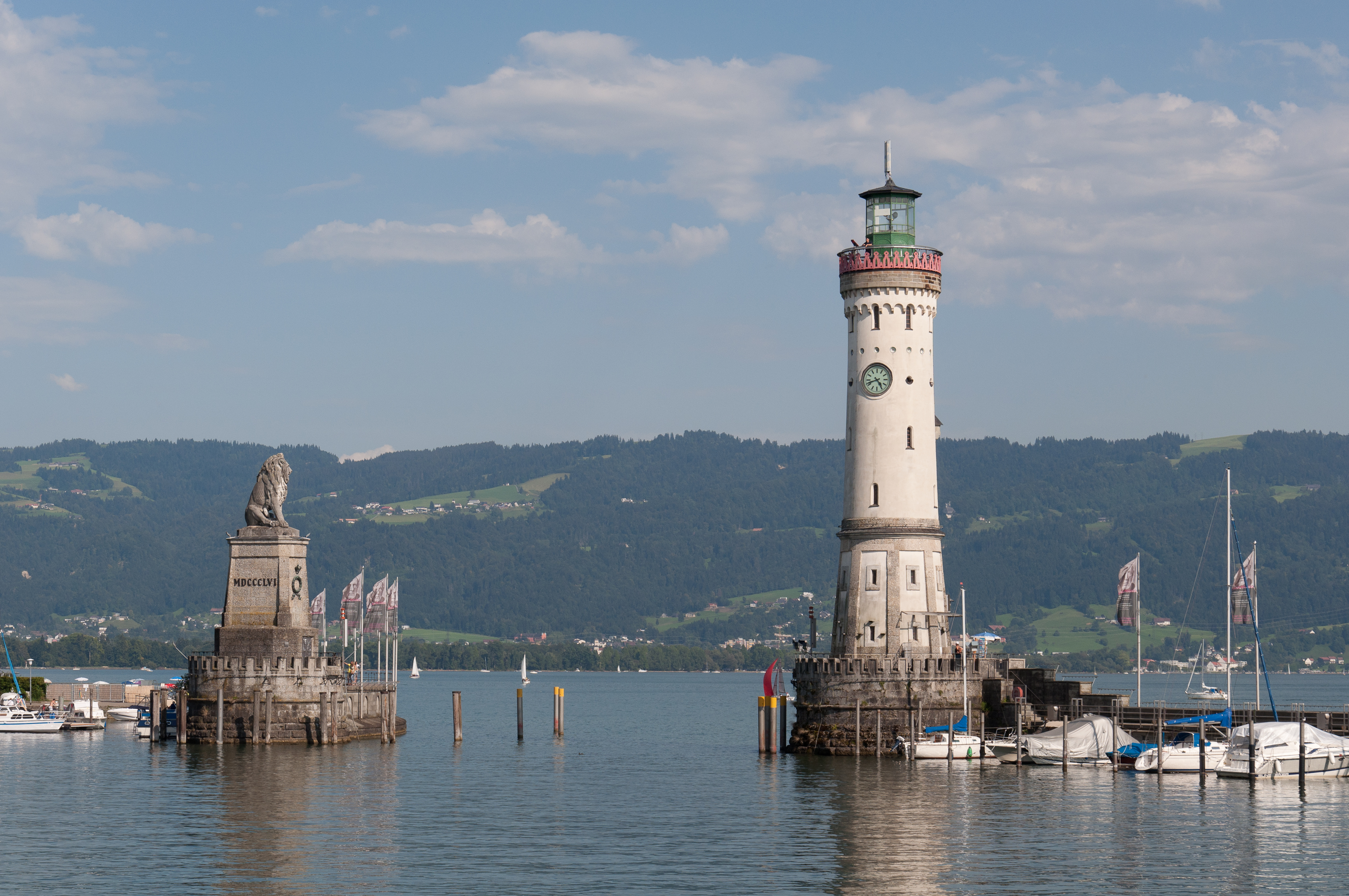
Hafeneinfahrt von Lindau mit Leuchtturm und Löwe

Von Rüber stammen unter anderem die Entwürfe für die Bahnhofs-Empfangsgebäude in Augsburg (Erweiterung um 1870 durch Friedrich Bürklein), Bamberg, Erlangen, Fürth, Kaufbeuren (abgerissen), Lindau (abgerissen), Nürnberg (abgerissen) und Rosenheim (wie in Augsburg durch Bürklein erweitert, später umgenutzt). In Lindau wirkte er auch beim Bau der Hafenanlage mit dem heute noch bestehenden Leuchtturm und dem Löwen sowie beim Bau der Villa Leuchtenberg am Seeufer in Lindau-Reutin mit. Von ihm stammen auch die Pläne für den Neubau des Turms der Pfarrkirche Illereichen in neuromanischen Formen (1838 ff) sowie für die neugotische Friedhofskapelle in Günzburg, Ulmer Straße (1836).

## Ehrungen
Rüber war Ritter des Königlich Bayerischen Verdienstordens vom Heiligen Michael und des Herzoglich Sachsen-Ernestinischen Hausordens. In Rosenheim und Donauwörth sind Straßen nach ihm benannt, in Lindau der Platz am Hafen.

## Veröffentlichungen
Im Jahr 1860 veröffentlichte Rüber die 89-seitige Abhandlung Das Rasendach, die wohlfeilste, dauerhafteste und feuersicherste Eindeckungsart für Stadt- und Land-Gebäude bei der J. G. Cotta’schen Buchhandlung.

## Nachlass und Grabstätte

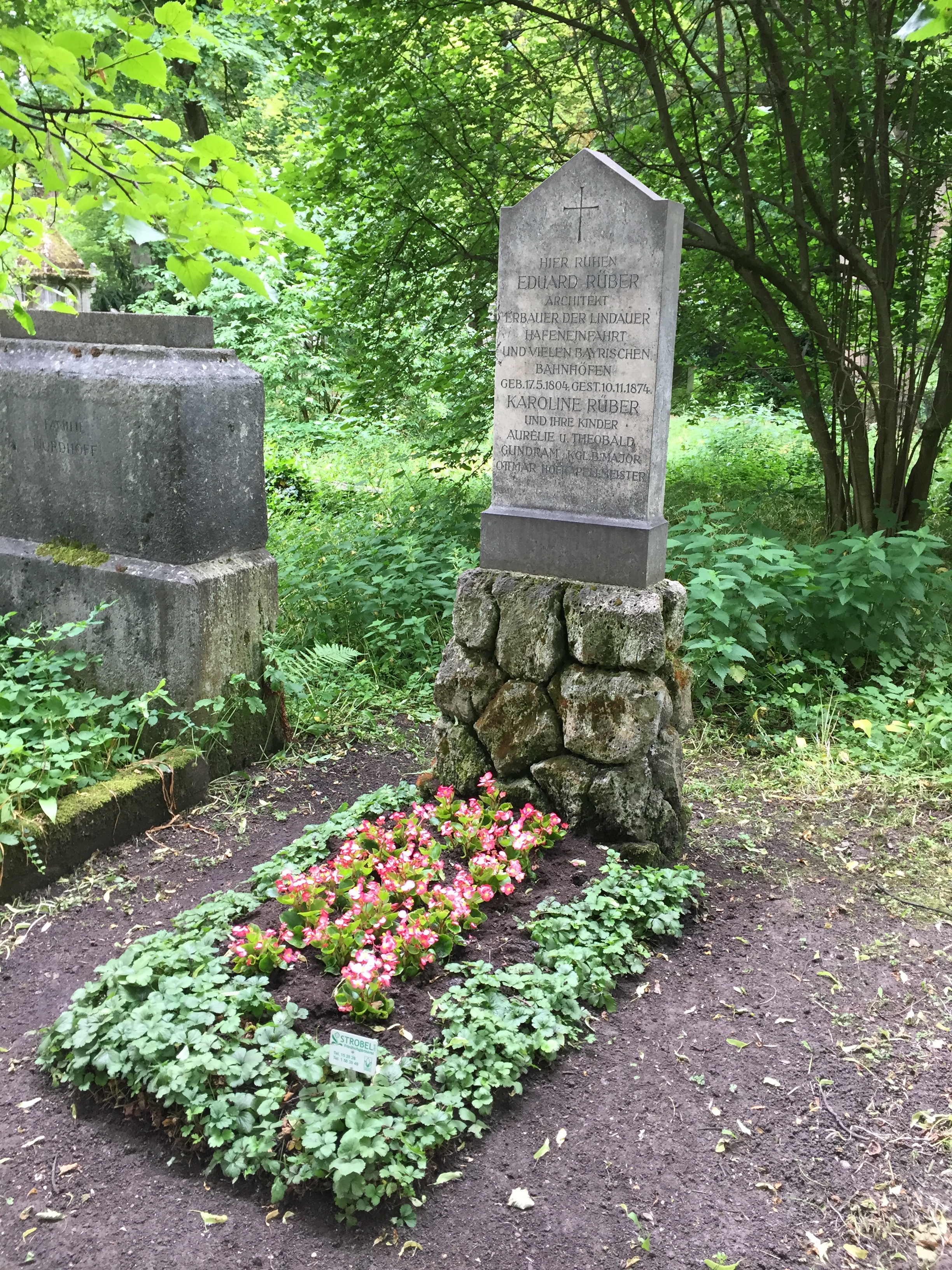
Grab von Eduard Rüber auf dem Alten Südlichen Friedhof in München

Die Grabstätte von Eduard Rüber befindet sich auf dem Alten Südlichen Friedhof in München (Gräberfeld 7 – Reihe 3 – Platz 37) Standort.
Aus seinem Nachlass sind drei Briefe an die J. G. Cotta’sche Buchhandlung im Deutschen Literaturarchiv Marbach erhalten.